# Găgești (gmina)
Găgești – gmina w Rumunii, w okręgu Vaslui. Obejmuje miejscowości Găgești, Giurcani, Peicani, Popeni i Tupilați. W 2011 roku liczyła 2024 mieszkańców.